# Polyleberis
Polyleberis is een geslacht van kreeftachtigen uit de klasse van de Ostracoda (mosselkreeftjes).

## Soort
- Polyleberis mackenziei Kornicker, 1974